# 忠寮李舉人宅
忠寮李舉人宅，又名旗桿厝，是位於臺灣新北市淡水區忠寮里的一處宅第，該建築為淡水李氏宗族的古厝，目前已指定為新北市市定古蹟。

## 沿革
淡水李家其祖籍為福建省泉州府同安縣，堂號「燕樓」，是昔日淡水最大的姓氏聚落，該家族開基祖為李鼎成，與妻子林耀娘於1751年（乾隆十六年）從馬巷廳渡海來臺，後於關渡一帶開墾忠寮有成。該家族日益發展成地方望族，且多名家庭成員於文教獲取功名。其宗族古厝也分別在北投子、竹圍子、水尾子等處區域興建。
1893年（光緒十九年）李太平四子李懋蟾選址竹圍子興建宅第，因李懋蟾曾獲科歲貢生第一名，該建築完工後優成為又稱「歲魁旗杆厝」，其屋前立有旗桿。
2018年4月17日，新北市政府將李舉人宅正身、前廳、左右雙護龍、石砌駁崁等範圍指定為新北市市定古蹟。2019年，因建築物結構年久失修、屋頂有塌陷風險，新北市文化局因而緊急修復塌陷屋頂，規劃後續修復再利用計畫。

## 建築設計

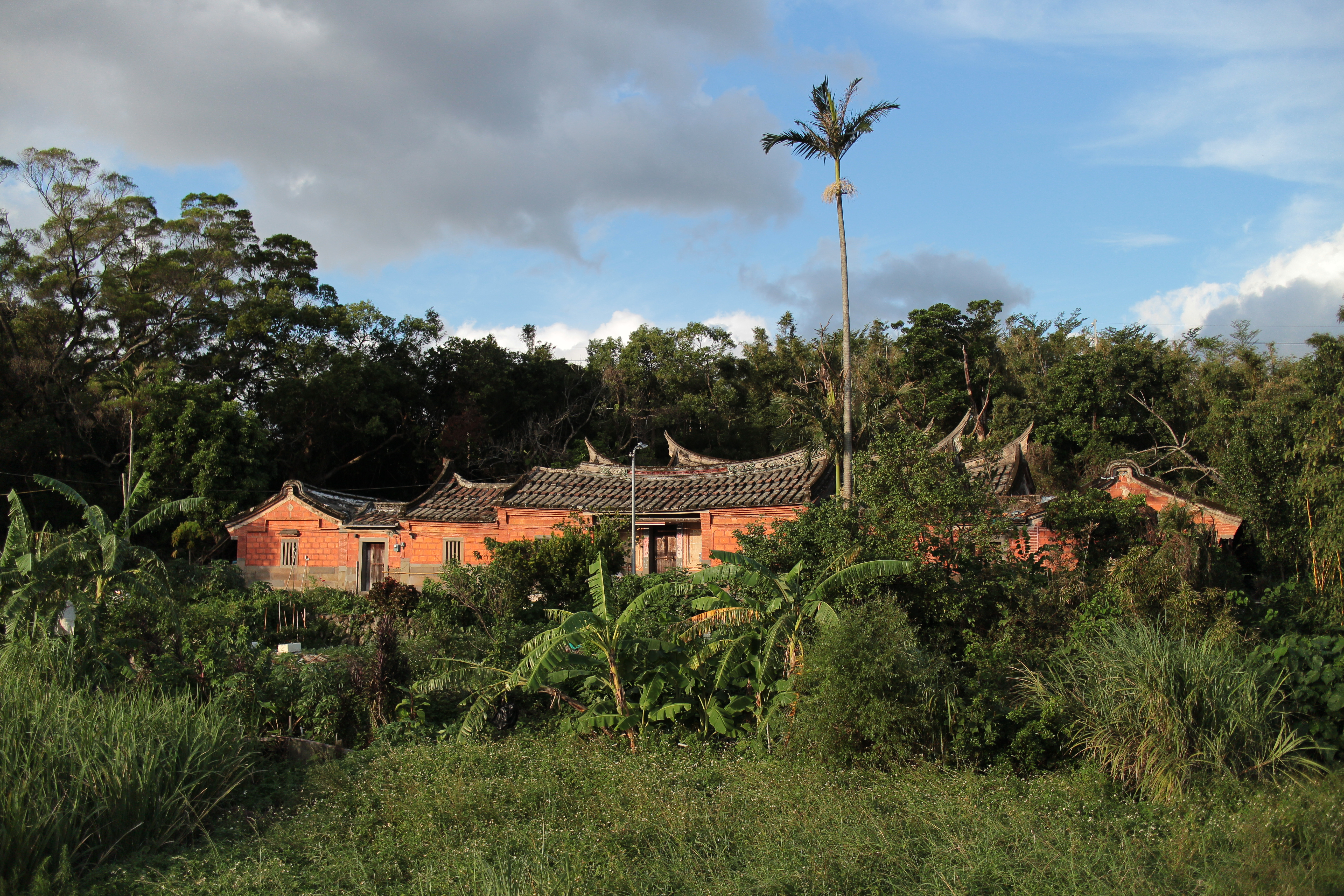
忠寮李舉人宅

李舉人宅為四合院形式建築，占地約0.5公頃。其第一進為九開間，共設有過水廳、主建築及外護龍山牆，其正面凹壽門左右對牆上設有附壁式棟架構造，凹壽則有書卷泥塑，刻有「螭虎篆字」對聯，其龍邊刻有「克昌厥後」，虎邊刻有「長發其祥」。護龍山牆則設有泥塑鵝頭墜。門楣之上安置書卷裝飾。第一進及第二進屋頂則為四燕尾脊。原因李懋蟾身為貢生之特殊地位，建築前設有兩隻旗桿座，現已不存。
目前，該建築僅剩第一進出入口及龍邊、廚房、第二進明間正廳等空間作為李家後人居住使用，其他空間無人使用。